# Тау Близнецов
Тау Близнецов (лат. τ Geminorum), 46 Близнецов (лат. 46 Geminorum) — двойная звезда в созвездии Близнецов на расстоянии приблизительно 319 световых лет (около 98 парсеков) от Солнца. Видимая звёздная величина звезды — +4,42m. Орбитальный период — около 0,84 года (305 суток).

## Характеристики
Первый компонент — оранжевый гигант спектрального класса K2III. Масса — около 1,98 солнечной, радиус — около 27 солнечных, светимость — около 224 солнечных. Эффективная температура — около 4528 К.
Второй компонент — коричневый карлик, открытый в 2004 году. Масса — около 18,1 юпитерианской.